# Disanah
Disanah is een bestuurslaag in het regentschap Sampang van de provincie Oost-Java, Indonesië. Disanah telt 910 inwoners (volkstelling 2010).